# František Arnošt ze Schaffgotsche
František de Paula Arnošt hrabě ze Schaffgotsche (německy Franz de Paula Ernst Graf von Schaffgotsch, 26. prosince 1743, Horní Maršov v Krkonoších - 27. března 1809, Praha) byl český šlechtic z hraběcího rodu Schaffgotschů. Byl činný jako přírodovědec, matematik a astronom.

## Život
Narodil se jako syn hraběte Josef Vilibald ze Schaffgotsche (1706 - 1748, Lázně Bělohrad) a jeho druhé manželky hraběnky Marie Františky Věžníkové z Věžník (1721-1769).
František Arnošt vystudoval přírodní vědy, matematiku a astronomii na Karlově univerzitě. Již během studií byl ve vědeckém kontaktu s velkými učenci své doby. Jeho vědecké práce byly publikovány v Bodeho berlínské Astronomické ročence a ve spisech Královské české společnosti nauk, jejímž byl členem.

### Manželství a rodina
3. července 1774 se oženil s hraběnkou Marií Barborou Františkou Cavanaghovou (1746 - 1796 v Praze). Z jejich manželství se narodily tři děti:
- Marie Anna (* 29. březen 1776) ⚭ 1802 Louis de Piers de Raveschoot, c.k. rytmistr
- Marie Gabriela Antonie Michaela Františka de Paula (30. září 1781 - 1. červen 1853) ⚭ 1813 hrabě Jan Nepomuk František Deym ze Stříteže (6. září 1769 - 3. října 1832)
- František Josef (6. července 1785 - prosinec 1843) ⚭ 1810 Rosalie de Piers de Raveschoot

## Spisy
- Berechnung des Vorüberganges des Mercurs vor der Sonnenscheibe am 12. November 1782 für den Prager Meridian, 1785
- Entdecktes Gesetz, welches zur Fortsetzung der bekannten Pelli’schen Tafeln dient, 1782
- Ueber die Auflösung verschiedener Gleichungen aller Grade, 1785
- Ueber einige Eigenschaften der Prim- und zusammengesetzten Zahlen, 1786
- Ueber die Berechnung der Ephemeriden auch unter dem Titel: Abhandlung über die Berechnung der Ephemeriden, 1787